# Popovec (tvrz)
Popovec (též Hradiště nebo Na Hradě) je zaniklá tvrz na okraji stejnojmenné vesnice u Řepníků v okrese Ústí nad Orlicí v Pardubickém kraji. Ve čtrnáctém století tvrz bývala vrchnostenským sídlem drobného statku a v patnáctém století, po připojení ke Košumberku, zanikla. Dochovaly se z ní terénní relikty, které jsou chráněny jako kulturní památka.

## Historie
O popovecké tvrzi se nedochovala žádná písemná zmínka, ale pravděpodobně bývala sídlem zemanského rodu, kterému vesnice patřila ve čtrnáctém století. Nejstarším známým příslušníkem rodu a majitelem vesnice byl Hynce z Popovce připomínaný roku 1318. V roce 1372 byla část vesnice příslušenstvím košumberského panství a vlastnil ji Diviš z Popovce, po němž ji získali páni z Chlumu. Díl vsi patřil také Ješkovi z Popovce a Vildštejna, po jehož smrti se v letech 1409–1411 projednávala odúmrť, kterou nakonec získali bratři Jan a Vilém z Chlumu, přestože o ni žádal také Ješíkův syn Boreš z Popovce. Jan s Vilémem tak spojili popovecké díly do jednoho celku a celou vesnici spravovali z Košumberka. Posledním členem zemanského rodu byl Jan z Popovce, který v roce 1415 připojil pečeť ke stížnému listu proti upálení Mistra Jana Husa.

## Stavební podoba
Popovecké tvrziště se nachází na východním okraji vesnice, nad příkrým svahem, který klesá do údolí potoka Svařeňka. V devatenáctém století na něm August Sedláček zaznamenal existenci sklepa, ke kterému vedlo kamenné schodiště. V dochované podobě se tvrziště skládá ze dvou trojúhelníkovitých částí s náznakem zídky na severovýchodním z nich.